# Handaoia stilpnoidiformis
Handaoia stilpnoidiformis är en stekelart som först beskrevs av Hedwig 1932.  Handaoia stilpnoidiformis ingår i släktet Handaoia och familjen brokparasitsteklar. Inga underarter finns listade i Catalogue of Life.